# Das osmanische Imperium – Harem: Der Weg zur Macht
Das osmanische Imperium  – Harem: Der Weg zur Macht (türkischer Originaltitel: Muhteşem Yüzyıl; zu Deutsch Das prächtige Jahrhundert) ist eine türkische Historie-Fernsehserie über das Leben von Sultan Süleyman dem Prächtigen. Als sie im Januar 2011 in der Türkei erstausgestrahlt wurde, löste sie im Land eine hitzige Diskussion über ihre Darstellung von Vielweiberei und Sklaverei aus. Die Premiere der Serie in Deutschland erfolgte am 17. Mai 2019 beim Streamingdienst buntoTV. Im arabischen Raum ist die Serie unter dem Titel "Der Harem des Sultan" (حريم السلطان) bekannt.

## Handlung
Die Handlung beginnt im Jahr 1520: Den jungen Prinzen Süleyman I. erreicht während eines Jagdausflugs mit seinem Jugendfreund Ibrahim die Nachricht, dass sein Vater Sultan Selim gestorben ist. Süleyman besteigt nun als zehnter Sultan den osmanischen Thron und beginnt sogleich eine Palastreform, u. a. macht er Ibrahim zu seinem Kammerherrn und lässt einen korrupten Wesir hinrichten. Außerdem hegt Süleyman den Plan, ein Weltreich zu schaffen, das den Westen und Osten umfasst.
Währenddessen erregt eine Frau seine Aufmerksamkeit: Alexandra (Hürrem), eine rebellische slawische bzw. ruthenische Sklavin in seinem Harem, die sich vorgenommen hat, den Mord an ihren Eltern und ihre eigene Versklavung zu rächen, indem sie das Herz des Sultans erobert, was ihr auch bald gelingt; der Sultan vermählt sich mit ihr und sie wird zu seiner Lieblingsfrau. Sie erregt damit den unstillbaren Hass der früheren Lieblingsfrau des Sultans, der Mutter seines Sohnes Mustafa, zwischen den beiden Frauen entbrennt ein Machtkampf, der die Zukunft des Osmanischen Reiches verändern wird.
Neben den Machtkämpfen um die Vorherrschaft im Harem ist ein weiterer Handlungsstrang der Aufstieg Ibrahims zum Großwesir, seine Hochzeit mit der Schwester des Sultans Hatice, seine Hybris, sein darauffolgender Fall und seine Ermordung. Außerdem wird das Heranwachsen Mustafas vom Kind zum Statthalter einer Provinz dargestellt.

## Produktion und Ausstrahlung
Die Serie wird von Tims Productions für den Sender Show TV unter der Leitung des Produzenten Timur Savcı produziert. Regie führen Yağmur Taylan und Durul Taylan. Als Berater stand der Historiker Erhan Afyoncu der Serie zur Verfügung.
Die erste Folge wurde am 5. Januar 2011 in der Türkei ausgestrahlt. Die anschließenden 23 Folgen liefen bis zum Ende der 1. Staffel am 22. Juni 2011 wöchentlich mittwochs 20.00 Uhr. Die zweite Staffel startete am 14. September 2011 zum gleichen Sendetermin. Seit Januar 2012 läuft die Serie auf dem von der Doğuş Holding gekauften Sender Star TV.
Die türkische Originalversion der Serie umfasst 139 Episoden mit jeweils 90 und 125 Minuten Spielzeit. Für den Export wurde die Serie umgeschnitten, sodass sie als Telenovela täglich ausgestrahlt werden konnte und 311 Episoden von jeweils ca. 45 Minuten Länge umfasst.
Am 9. April 2012 verstarb die Drehbuchautorin der Serie Meral Okay.
Ende Mai 2013 wurde der Ausstieg der Hauptdarstellerin Meryem Uzerli angekündigt.

## Rezeption und Kontroversen
Die Fernsehserie sorgte seit ihrem Start in der Türkei für großes Aufsehen. Die Darstellung des als Helden verehrten Sultans stieß bei Konservativen im Land auf Empörung. Dass er mehrere Konkubinen gehabt haben soll, wurde als Anschwärzung bezeichnet und vor den Toren des Senders versammelten sich mehrere hundert Demonstranten der Saadet-Partei und der BBP-Partei, die die Einstellung der Serie verlangten. Der damalige türkische Kulturminister Ertuğrul Günay dagegen verkündete, dass es zu Demokratie und Meinungsfreiheit gehöre, dass Filme über berühmte Persönlichkeiten gedreht werden, die vielleicht nicht allen gefallen.
Im Dezember 2012 geriet die Serie erneut ins Visier eines Abgeordneten. Laut Hürriyet plante der AKP-Abgeordnete Oktay Saral 2012 ein Gesetz das „Demütigungen historischer Personen oder Verdrehungen realer Tatsachen“ verbietet.
Die Fernsehserie erfreut sich jedoch bei der Mehrheit der Zuschauer trotz dieser Kontroverse großer Beliebtheit in der Türkei als auch in anderen Ländern.

### Meistgelesene Artikel in der Wikipedia
Die Popularität der Serie führte dazu, dass die Wikipedia-Artikel über Süleyman und Hürrem zu den populärsten Wikipedia-Artikeln in mehreren Sprachen wurden, u. a. 4. Platz auf Arabisch, 6. Platz auf Rumänisch für Süleyman und 10. Platz auf Ukrainisch für Hürrem.

## Wissenswertes
Die weiblichen Hauptrollen der Hürrem (Roxelane), Mahidevran und Hatice Sultan wurden von den deutsch-türkischen Schauspielerinnen Meryem Uzerli, Selma Ergeç und Nur Fettahoğlu verkörpert.

## Hauptdarsteller
| Rolle (Link: historische Person) | Schauspieler                | Beschreibung                                                                              | Staffeln |
| -------------------------------- | --------------------------- | ----------------------------------------------------------------------------------------- | -------- |
| Süleyman I.                      | Halit Ergenç                | Sultan des osmanischen Reiches                                                            | 1–4      |
| Hürrem                           | Meryem Uzerli Vahide Perçin | Haremssklavin und spätere Ehefrau Süleymans                                               | 1–4      |
| Ayşe Hafsa                       | Nebahat Çehre               | Mutter Süleymans                                                                          | 1, 2     |
| İbrahim                          | Okan Yalabık                | Freund Süleymans, später von ihm zum Pascha und zum Großwesir erhoben, Ehemann von Hatice | 1, 2, 3  |
| Mahidevran                       | Nur Fettahoğlu              | Konkubine Süleymans und Mutter von Prinz Mustafa                                          | 1–4      |
| Hatice                           | Selma Ergeç                 | Schwester Süleymans, Ehefrau von İbrahim                                                  | 1, 2, 3  |
| Piri Mehmet                      | Arif Erkin Güzelbeyoğlu     | Großwesir                                                                                 | 1        |
| Daye                             | Sema Keçik                  | Haremvorsteherin                                                                          | 1, 2     |
| Nigar                            | Filiz Ahmet                 | Haremvorsteherin                                                                          | 1, 2, 3  |
| Gülşah                           | Nihan Büyükağaç             | Dienerin Mahidevrans                                                                      | 1, 2, 3  |
| Sümbül                           | Selim Bayraktar             | Haremvorsteher                                                                            | 1–4      |
| Gül                              | Engin Günaydın              | Haremvorsteher                                                                            | 1,2      |
| Bali Bey                         | Burak Özçivit               | Junger Vertrauter des Sultans                                                             | 2, 3     |
| Mustafa                          | Mehmet Günsür               | Sohn des Sultans                                                                          | 2–4      |
| Cihangir                         | Tolga Sarıtaş               | Sohn des Sultans                                                                          | 2, 3     |
| Mihrimah                         | Pelin Karahan               | Tochter des Sultans                                                                       | 3–4      |
| Rüstem                           | Ozan Güven                  | Vertrauter Hürrems und Ehemann Mihrimahs                                                  | 3–4      |
| Mehmed                           | Gürbey İleri                | Sohn des Sultans                                                                          | 3        |
| Ebusuud                          | Tuncel Kurtiz               | Kadi von Istanbul                                                                         | 3–4      |
| Şah                              | Deniz Çakır                 | Schwester des Sultans und Frau von Lütfi Pascha                                           | 3        |
| Mihrunnisa Hatun                 | Berrak Tüzünataç            | Frau von Mustafa, Mutter von Mehmed                                                       | 4        |
| Firuze                           | Cansu Dere                  | eine persische Konkubine Süleymans, die sich später als Spionin der Safawiden erweist.    | 3        |

## Internationale Ausstrahlungen
Die Serie wird in über 45 Ländern Südosteuropas, Zentralasiens, und im arabischen Raum ausgestrahlt. Es wird vom türkischen Sender Star-TV erwartet, dass die bisher erfolgreichste türkische Fernsehserie im Jahre 2013 in 60 Ländern ausgestrahlt wird.
Die folgende Tabelle zeigt eine Auswahl der Länder, in der die Serie im Fernsehen zu sehen ist.
| Land/Region                  | Sender                                 | Titel                                              |
| ---------------------------- | -------------------------------------- | -------------------------------------------------- |
| Afghanistan                  | 1TV                                    | حٌرّم سلطان                                          |
| Albanien                     | Albanian Screen Radio Television       | Sulejmani i Madhërishëm                            |
| Aserbaidschan                | Lider TV                               | Möhtəşəm yüz il                                    |
| Bulgarien                    | TV7                                    | Великолепният век                                  |
| Bosnien-Herzegowina          | Televizija OBN                         | Sulejman Veličanstveni                             |
| Deutschland                  | buntoTV                                | Das osmanische Imperium – Harem: Der Weg zur Macht |
| Estland                      | Kanal 2                                | Sajandi armastus                                   |
| Griechenland                 | ANT1                                   | Σουλεϊμάν ο Μεγαλοπρεπής                           |
| Iran                         | GEM TV                                 | حریم سلطان (Harim Sultan)                          |
| Israel                       | Israel Plus                            | Великолепный век                                   |
| Italien                      | Babel TV                               | Il secolo Magnifico                                |
| Kasachstan                   | Habar                                  | Сулейман Великолепный                              |
| Kolumbien                    | Canal 1                                | El siglo magnífico                                 |
| Kosovo                       | Radiotelevizioni 21                    | Sulltani - Shekulli Madhështor                     |
| Kroatien                     | RTL Hrvatska                           | Sulejman veličanstveni                             |
| Libanon                      | LBCI                                   | حريم السلطان (Harim Al Sultan)                     |
| Marokko                      | Medi1 TV                               | حريم السلطان (Harim Al Sultan)                     |
| Mazedonien                   | Kanal 5                                | Величествениот султан (mazedonischsprachig)        |
| Mazedonien                   | Alsat-M                                | Sulltani - Shekulli Madhështor (albanischsprachig) |
| Mittlerer Osten              | OSN                                    | Harim Al Sultan                                    |
| Montenegro                   | Prva TV                                | Sulejman Veličanstveni                             |
| Pakistan                     | Geo Kahani                             | Mera Sultan                                        |
| Panama                       | TVN                                    | El Sultán                                          |
| Polen                        | TVP1                                   | Wspaniałe stulecie                                 |
| Rumänien                     | Kanal D Romania                        | Suleyman Magnificul                                |
| Russland                     | Domashniy                              | Великолепный век (Velikolepnıy Vek)                |
| Schweiz                      | Netflix                                | Magnificent Century                                |
| Serbien                      | S. 1+2 Prva TV / B92                   | Сулејман Величанствени (Sulejman Veličanstveni)    |
| Serbien                      | S. 4 Nova.rs / RTV Pink, S. 5 RTV Pink | s. o.                                              |
| Slowakei                     | Markíza 4 Folgen danach TV Doma        | Sultán                                             |
| Slowenien                    | Planet TV                              | Sulejman Veličastni                                |
| Tschechien                   | TV Barrandov                           | Velkolepé století                                  |
| Tunesien                     | Nessma TV                              | Harim Sultan                                       |
| Ukraine                      | 1+1                                    | Величне століття. Роксолана                        |
| Ungarn                       | RTL Klub                               | Szulejmán                                          |
| Vereinigte Arabische Emirate | Dubai TV                               | حريم السلطان (Harim Al Sultan)                     |

## Anachronismen / Filmfehler
Manchen Experten sind Anachronismen in der Fernsehserie aufgefallen, die historisch betrachtet unmöglich sind: 
- König Ludwig von Ungarn wird in der Serie als älterer, kriegslüsterner Mann dargestellt, der das osmanische Reich durch Hinrichtung seiner Botschafter provoziert - der historische König richtete allerdings keine Botschafter hin und starb gerade einmal zwanzigjährig auf der Flucht vor osmanischen Truppen nach der Niederlage in der Schlacht bei Mohács (1526)
- Ibrahim Pascha verwendet für seine schriftlichen bzw. administrativen Arbeiten einen Schreibtisch. Jedoch wurde diese Art von Schreibtisch erst von Sultan Abdülmecit I. in den Palast eingeführt, dessen Amtszeit im Jahre 1839 begann.
- Man sieht wie ein Küchenhelfer im Palast Tomaten schneidet. Die Tomate wurde jedoch erst nach der Entdeckung Amerikas 1492 durch Christoph Kolumbus in Europa eingeführt. Vorher kannte man diese Pflanzenart nur auf dem amerikanischen Kontinent. In das osmanische Reich kam die Tomate sogar erst im Jahre 1835.
- Die ostanatolische Stadt Diyarbakır wird in der Serie genannt. Der Name war jedoch zur Zeit, in der die Serie spielt, Diyar-ı Bekir. Noch früher hieß diese Stadt auf Türkisch Amidiye oder Kara Amid. Im Verlauf der Serie wurde dieser Fehler korrigiert.
- Während der Sultan Süleyman seinen Sohn im Palast von Manisa besucht, sieht man draußen Parkbänke. Jedoch wurden diese Art Bänke, wie sie in der Serie gezeigt werden, erstmals im Schloss Versailles im Jahre 1684 eingeführt.
- Man sieht bei einer Folge, als Ibrahim Pascha seinen Bruder umarmt, wie ein Auto hinten im Bild vorbeifährt.[31]
- Der schwarze Turban Süleymans war erst im 19. Jahrhundert üblich.[32]
- In einigen Folgen ab der 17. werden Wellensittiche im Käfig gezeigt. Diese Papageienart wurde jedoch erstmals im Jahre 1840 aus Australien nach Europa verbracht. Die Farbvarianten der Wellensittiche in der Serie traten sogar noch später während der Nachzuchten in Gefangenschaft auf.
- Süleymans Schwester Hatice Sultan starb am 2. November 1538 und nicht erst 1543.